# Something Beautiful (film)
Something Beautiful – amerykański film muzyczny z 2025 roku, stanowiący dodatek do albumu studyjnego amerykańskiej piosenkarki Miley Cyrus pod tym samym tytułem. Został napisany i wyreżyserowany przez Cyrus, Jacoba Bixenmana i Brendana Waltera. Wyprodukowały go wytwórnie Columbia Records, Sony Music Vision, Live Nation Entertainment i XYZ Films.
Premiera filmu odbyła się 6 czerwca 2025 podczas Tribeca Festivalu. Następnie był wyświetlany w kinach podczas pojedynczych seansów, 12 czerwca 2025 w Stanach Zjednoczonych i Kanadzie oraz 27 czerwca 2025 w pozostałych państwach.

## Geneza i produkcja
W listopadzie 2024 Cyrus zdradziła w wywiadzie z „Harper’s Bazaar”, że pracuje z filmowcem Panosem Cosmatosem nad albumem Something Beautiful Opisała go jako album wizualny skupiony na temacie zdrowienia, inspirowany The Wall (1979) zespołu Pink Floyd. Pierwotnie planowała promować album serią występów w „wizualnie przyjemnych miejscach” jak lasy, jednak porzuciła pomysł na rzecz filmu, który nazwała substytutem za trasę koncertową.
Film wyprodukowało wydawnictwo muzyczne Cyrus, Columbia Records, wraz z wytwórniami Sony Music Vision i XYZ Films oraz przedsiębiorstwem rozrywkowym Live Nation Entertainment. Jego scenarzystami i reżyserami są Cyrus, Jacob Bixenman i Brendan Walter. Producentami są Cyrus, Panos Cosmatos, Nick Spicer, Nate Bolotin i Aram Tertzakian, zaś producentami wykonawczymi Adam Folk, CEO Columbia Records Ron Perry, prezes w Sony Music Tom Mackay, CEO Live Nation Entertainment Michael Rapino oraz pracujący w Live Nation Entertainment Brad Wavra i Ryan Kroft. Operatorem był Benoît Debie.
17 marca 2025 Cyrus zapowiedziała Something Beautiful poprzez zmianę oprawy wizualnej na swoich mediach społecznościowych, ponadto na świecie zaczęły być rozwieszane plakaty promocyjne. 24 marca 2025 ogłosiła album i zapowiedziała a na czerwiec 2025 kinową premierę filmu, który opisała jako „wyjątkowe wizualne doświadczenie napędzane fantazją” i „jedyną w swoim rodzaju pop operę”.

## Wydanie i promocja
25 marca 2025 został opublikowany pierwszy zwiastun filmu. Jego fragmenty zostały wydane jako teledyski do utworów z albumu. 31 marca 2025 ukazały się wideoklipy do „Prelude” i „Something Beautiful”. Kolejno 3 kwietnia, 9 maja i 30 maja 2025 zostały opublikowane teledyski „End of the World”, „More to Lose” i „Easy Lover”. 6 maja 2025 Cyrus wzięła udział w zorganizowanym przez serwis Spotify w Nowym Jorku przedpremierowym odsłuchu albumu i pokazie filmu dla zaproszonych fanów. 22 maja 2025 odbyła się premiera drugiego zwiastuna.
Premiera filmu odbyła się 6 czerwca 2025 w Beacon Theatre w Nowym Jorku w ramach festiwalu filmowego Tribeca Festival. Następnie film będzie dystrybuowany w kinach przez Trafalgar Releasing i Sony Music Vision. Był wyświetlany podczas pojedynczych pokazów, 12 czerwca 2025 w Stanach Zjednoczonych i Kanadzie oraz 27 czerwca 2025 w pozostałych państwach.